# Margun
Margun (ryska: Джаны-Джер) är en ort i Kirgizistan. Den ligger i den västra delen av landet, 500 km sydväst om huvudstaden Bisjkek. Margun ligger 1 059 meter över havet och antalet invånare är 2 771.
Terrängen runt Margun är kuperad åt nordväst, men åt sydost är den bergig. Runt Margun är det ganska glesbefolkat, med 29 invånare per kvadratkilometer. Det finns inga andra samhällen i närheten. Trakten runt Margun består i huvudsak av gräsmarker.